# Ralph Faudree
Ralph Jasper Faudree (Durant, Oklahoma, 23 de agosto de 1939 − Normandy, Tennessee, 13 de enero de 2015) fue un matemático estadounidense especializado en combinatoria, específicamente en la teoría de grafos y la teoría de Ramsey.

## Biografía
Publicó más de 150 artículos científicos en estos tópicos junto con notables matemáticos tales como Béla Bollobás, Stefan Burr, Paul Erdős, Ron Gould, András Gyárfás, Brendan McKay, Cecil Rousseau, Richard Schelp, Miklós Simonovits, Joel Spencer y Vera Sós. Poseía el rango de director de la Universidad de Memphis. En 2005 fue galardonado con la Medalla Euler.
Su Número de Erdős es 1. Escribió 50 artículos con Paul Erdős, el primero de los cuales fue en 1976. Es uno de los tres matemáticos que más frecuentemente ha escrito junto con Erdös.